# Лукас, Джойнер
Гэри Морис «Джойнер» Лукас-младший (англ. Gary Maurice «Joyner» Lucas, Jr; 17 августа 1988, Вустер, Массачусетс, США) — американский рэпер, певец, автор песен, музыкальный продюсер, поэт и актёр, более известный под псевдонимом Joyner Lucas. Получил широкую известность после выхода своего сингла «Ross Capicchioni» в 2015 году и «I’m Not Racist» в 2017, за который был номинирован на премию «Грэмми».

## Ранняя жизнь
Гари Морис Лукас-младший родился 17 августа 1988 года в Вустере, штат Массачусетс. Лукас начал читать рэп в возрасте 10 лет.
Он учился в Южной Высшей школе в Вустере.

## Музыкальный стиль
Лукас упоминал нескольких артистов, влияющих на его музыку, но выделяет Эминема как наиболее влиятельного.

## Дискография

### Студийные альбомы
| Название | Описание                                                                                            |
| -------- | --------------------------------------------------------------------------------------------------- |
| ADHD     | - Выпущен: 27 Марта 2020 - Лейбл: Twenty Nine Music Group - Формат: CD, цифровая загрузка, стриминг |

### Микстейпы
| Название                        | Описание                                                                          | Позиции в чартах |
| Название                        | Описание                                                                          | US Heat          |
| ------------------------------- | --------------------------------------------------------------------------------- | ---------------- |
| Listen 2 Me (как Future Joyner) | - Выпущен: 2011 - Лейбл: Dead Silences - Формат: CD, цифровая дистрибуция         | —                |
| Low Frequency Oscillators       | - Выпущен: 2012 - Лейбл: Dead Silence - Формат: CD, цифровая дистрибуция          | —                |
| Along Came Joyner               | - Выпущен: 5 апреля 2015 - Лейбл: Dead Silence - Формат: CD, цифровая дистрибуция | —                |
| 508-507-2209                    | - Выпущен: 16 июня 2017 - Лейбл: Atlantic - Формат: CD, цифровая дистрибуция      | 7                |

## Личная жизнь
У Джойнера Лукаса есть сын, про которого он часто читает, несмотря на то, что музыкант скрывает свою личную жизнь.
Когда Лукас был ребёнком, ему поставили диагноз синдром дефицита внимания и гиперактивности. Дебютный студийный альбом рэпера назван в честь этого расстройства.